# Sônia Braga
Sônia Maria Campos Braga (Maringá, 8 giugno 1950) è un'attrice brasiliana con cittadinanza statunitense, lanciata a livello internazionale dal film Donna Flor e i suoi due mariti di Bruno Barreto.

## Biografia
Quinta di sette figli, perse il padre quando aveva solo otto anni. Prima di tentare la carriera artistica lavorò come segretaria, e successivamente studiò come attrice teatrale. Il suo debutto avvenne in un programma TV per bambini, O Jardim Encantado, dopodiché nel 1969 partecipò al musical Hair. Nel corso degli anni si è aggiudicata la fama di icona sexy brasiliana per le scene ad alto contenuto erotico in alcuni film da lei interpretati: nel suo Paese d'origine raggiunse infatti la popolarità soprattutto con la trasposizione televisiva (1975) e poi cinematografica (1983) del romanzo Gabriella, garofano e cannella di Jorge Amado, del quale portò come protagonista sul grande schermo anche Donna Flor e i suoi due mariti nel 1976 e Vita e miracoli di Tieta de Agreste nel 1996.
Sonia si trasferì in seguito negli Stati Uniti d'America, dove recitò in vari film, tra i quali spiccano Il bacio della donna ragno (1985) di Héctor Babenco e Milagro (1988) di Robert Redford, attore con cui ha avuto una lunga storia d'amore. In Italia è stata apprezzata sul piccolo schermo soprattutto per i ruoli da protagonista nelle telenovele Dancin' Days (1978) e Samba d'amore (1980), ma la si ricorda anche come guest star nelle serie televisive USA I Robinson (1986), Sex and the City (2001) e Alias (2005). 
Zia dell'attrice Alice Braga, nel 2013 è stata una delle protagoniste del Calendario Pirelli.

## Vita privata
È stata sentimentalmente legata a Robert Redford, Arduino Colasanti, Clint Eastwood e David Lee Roth, ma non si è mai sposata.

## Omaggi
- Viene citata nella canzone Todas as Mulheres do Mundo di Rita Lee.

## Filmografia

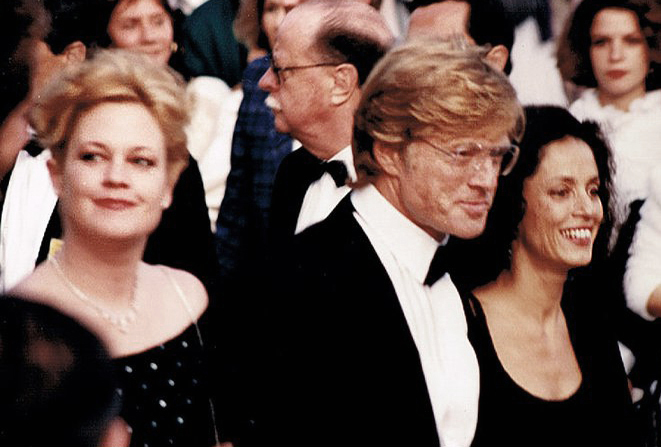
Sonia Braga con Melanie Griffith e Robert Redford alla presentazione di Milagro

### Cinema
- O Bandido da Luz Vermelha (1968)
- A Moreninha (1970)
- Cleo e Daniel (1970)
- O Capitão Bandeira Contra o Dr. Moura Brasil (1971)
- Mestiça, a Escrava Indomável (1973)
- O Casal (1975)
- Donna Flor e i suoi due mariti (Dona Flor e Seus Dois Maridos) (1976)
- L'inquieta (A Dama do Lotação) (1978)
- Un caldo incontro (Eu Te Amo) (1981)
- Gabriela (Gabriela, Cravo e Canela) (1983)
- Il bacio della donna ragno (Kiss of the Spider Woman) (1985)
- Milagro (The Milagro Beanfield War) (1988)
- Il dittatore del Parador in arte Jack (Moon Over Parador) (1988)
- La recluta (The Rookie) (1990)
- Roosters (1993)
- Morti oscure (Two Deaths) (1995)
- Tieta do Brasil (Tieta do Agreste) (1996)
- Dal tramonto all'alba 3 - La figlia del boia (From Dusk Till Dawn 3: The Hangman's Daughter) video (1999)
- Fashion Crimes (Perfume) (2001)
- Memórias Póstumas (2001)
- Angel Eyes - Occhi d'angelo (Angel Eyes) (2001)
- Empire (2002)
- Testosterone (2003)
- Amália Traïda cortometraggio (2004)
- Scene Stealers (2004)
- Ballroom Dancing (Marilyn Hotchkiss Ballroom Dancing & Charm School) (2005)
- Che Guevara (2005)
- L'isola dei sogni (Sea of Dreams) (2006)
- Bordertown (2006)
- L'amore giovane (The Hottest State) (2006)
- Lope (2010)
- I numeri dell'amore (2010)
- Feijoada Completa cortometraggio (2012)
- Mundo Invisível episodio Kreoko (2012)
- The Wine of Summer (2013)
- Emoticon ;) (2014)
- Aquarius (2016)
- Wonder, regia di Stephen Chbosky (2017)
- Fatima (2017)
- Going Places (2018)
- Bacurau, regia di Kleber Mendonça Filho e Juliano Dornelles (2019)
- Jesus Rolls - Quintana è tornato! (The Jesus Rolls), regia di John Turturro (2019)
- Fatima, regia di Marco Pontecorvo (2020)
- Un matrimonio esplosivo (Shotgun Wedding), regia di Jason Moore (2022)
- Omen - L'origine del presagio (The First Omen), regia di Arkasha Stevenson (2024)

### Televisione
- A Menina do Veleiro Azul (1969) - serie TV
- Irmãos Coragem (1970) - serie TV
- Selva de Pedra (1972) - serie TV, 1 episodio
- Somos Todos do Jardim de Infância (1972) - film TV
- Vila Sésamo (1972) - serie TV
- Fogo Sobre Terra (1974) - serie TV, 1 episodio
- Gabriela (1975) - serie TV, 6 episodi
- Saramandaia (1976) - serie TV, 13 episodi
- Espelho Mágico (1977) - serie TV, 1 episodio
- Dancin' Days (1978) - serie TV, 174 episodi
- Samba d'amore (Chega Mais) (1980) - serie TV
- I Robinson (The Cosby Show) (1986) - serie TV, 2 episodi
- Incatenato all'inferno (1987) - film TV
- Donna di piacere (1991) - film TV
- I racconti della cripta (Tales from the crypt) (1992) - serie TV, 1 episodio
- The Burning Season (1994) - film TV
- Streets of Laredo (1995) - miniserie TV, 3 episodi
- Mosè (1995) - film TV, non accreditata
- Four Corners (1998) - serie TV, 1 episodio
- Money Play$ (1998) - film TV
- Lo specchio del destino (A Will of Their Own) (1998) - miniserie TV, 1 episodio
- La forza del desiderio (Força de um desejo) (1999) - serie TV
- In tribunale con Lynn (Family Law) (2000) - serie TV, 1 episodio
- Il giudice (The Judge) (2001) - film TV
- Sex and the City (2001) - serie TV, 3 episodi
- American Family (2002) - serie TV, 11 episodi
- George Lopez (2002) - serie TV, 1 episodio
- Law & Order - I due volti della giustizia (Law & Order) (2003) - serie TV, 1 episodio
- CSI: Miami (2005) - serie TV, 1 episodio
- Alias (2005) - serie TV, 5 episodi
- Ghost Whisperer - Presenze (Ghost Whisperer) (2005) - serie TV, 1 episodio
- Pagine di vita (Páginas da vida) (2006-2007) - serie TV, 81 episodi
- Donas de Casa Desesperadas (2007) - serie TV, 3 episodi
- As Cariocas (2010) - serie TV, 1 episodi
- Brothers & Sisters (2010-2011) - serie TV, 2 episodi
- Tapas & Beijos (2011) - serie TV, 1 episodio
- The Ordained (2013) - film TV
- Meddling Mom (2013) - film TV
- Warehouse 13 (2014) - serie TV, 1 episodio
- Royal Pains (2014) - serie TV, 4 episodi
- The Curse of the Fuentes Women (2015) - film TV
- Luke Cage (2016) - serie TV, 3 episodi
- Las Reinas (2017) - serie TV, 1 episodio

## Riconoscimenti
- Golden Globe
  - 1986 – Migliore interpretazione come attrice Il bacio della donna ragno (1985) Nomination
  - 1989 – Migliore interpretazione come attrice Il dittatore del Parador in arte Jack (1988) Nomination
  - 1995 – Il fuoco della resistenza – La vera storia di Chico Mendes (1994) Nomination

- BAFTA
  - 1981 – Donna Flor e i suoi due mariti (1976)

- Festival del Cinema di Gramado
  - 1981 – Golden Kikito Migliore attrice per il film Eu Te Amo (1981)
  - 2001 – Golden Kikito Memórias Póstumas (2001)

- Premio Emmy
  - 1995 – Il fuoco della resistenza – La vera storia di Chico Mendes

- Lone Star Film & Television Award e Nominated, NCLR Premio Bravo 
  - 1996 – Streets of Laredo (1995)

## Doppiatrici italiane
Nelle versioni in italiano delle opere in cui ha recitato, Sônia Braga è stata doppiata da:
- Melina Martello in Aquarius, Wonder, Fatima, Omen - L'origine del presagio
- Ada Maria Serra Zanetti in Donna Flor e i suoi due mariti, Dancin' Days, Un matrimonio esplosivo
- Paila Pavese in Samba d'amore (2ª voce), La recluta, Bordertown
- Ludovica Modugno in L'isola dei sogni, L'amore giovane, Brothers & Sisters - Segreti di famiglia
- Rita Savagnone in Samba d'amore (1ª voce), Gabriela
- Maria Pia Di Meo in Milagro, Il dittatore del Parador in arte Jack
- Aurora Cancian in Tieta do Brasil, Alias
- Liliana Sorrentino in L'inquieta
- Sonia Scotti in Il bacio della donna ragno
- Ludovica Marineo in Morti oscure
- Barbara Castracane in Dal tramonto all'alba 3 - La figlia del boia
- Adele Pellegatta in La forza del desiderio
- Elettra Bisetti in Angel Eyes - Occhi d'angelo
- Emanuela Rossi in Ghost Whisperer - Presenze
- Vanessa Giuliani in Pagine di vita
- Stefanella Marrama in Luke Cage
- Chiara Salerno in Jesus Rolls - Quintana è tornato!